# Кондратьев, Геннадий Петрович
Генна́дий Петро́вич Кондра́тьев (5 (17) февраля 1834 — 1905) — русский оперный певец (баритон) и режиссёр.

## Биография
Геннадий Петрович Кондратьев родился в семье уездного предводителя дворянства в родовом имении Языкино Кинешемского уезда Костромской губернии. В 1841 году он был определён в Александровский корпус для малолетних в Царском Селе, где с самого начала обратил на себя внимание начальства своим голосом и был зачислен в певчие.
В 1844 году был переведён в Павловский кадетский корпус, хором которого руководил известный музыкант и знаток церковного пения Г. Я. Ломакин. Кроме занятий хоровым пением Кондратьев с 12 лет начал изучать игру на скрипке и виолончели у известного тогда музыканта И. К. Подобедова и настолько сделал успехи, что в 1849 году стал дирижёром корпусного оркестра. По окончании курса в 1853 году был прикомандирован к кавалерийскому полку, стоявшему в Павловске. Ему специально было разрешено два раза в год приезжать в Петербург для поддержания корпусного хора.
В 1854 году Кондратьев получил офицерский чин и через год был командирован в Севастополь, где принял участие в Крымской войне. В 1856 году Кондратьев оставил военную службу и отправился в Милан, где учился у Пьетро Репетто. Закончив занятия, пел во многих городах Италии, среди прочих и четыре сезона во Флоренции.
Артистическую карьеру в России Кондратьев начал в 1863 году в Тифлисе. В 1865 году был приглашён в Петербург в русскую оперу, где дебютировал в «Руслане и Людмиле». Свою деятельность в русской опере Кондратьев продолжал до 1872 года. Лучшими партиями Кондратьева были Странник в «Рогнеде» и Пётр во «Вражьей силе» Александра Серова, а также заглавная партия в опере Джоакино Россини «Вильгельм Телль». С 1871 года Кондратьев занимал должность главного режиссёра русской оперы. Он был также известен как знаток и любитель пчеловодства.